# Abdulai Silá
Abdulai Silá (ook Silla, Sila; Catió, Portugees-Guinea, 1 april 1958) is een Guinee-Bissaus ingenieur en auteur. Hij is de auteur van onder andere de roman Eterna Paixão, in 1994 de eerste roman die in Guinee-Bissau werd gepubliceerd.

## Vroege jaren
Hij ging naar de basisschool in Catió en verhuisde in 1970 naar Bissau om naar de middelbare school te gaan aan het lyceum Honório Barreto (sinds 1975 hernoemd tot nationaal lyceum Kwame N'Krumah). Van 1979-85 studeerde hij aan de Technische Universiteit van Dresden (Duitsland), waar hij afstudeerde in elektrotechniek. Vanaf 1986 studeerde hij computernetwerken, LAN-beheer en internetbeveiliging in de Verenigde Staten en elders.

## Carrière
Silá heeft een carrière opgebouwd zowel in de techniek alsook als auteur. Hij is medebeheerder van SITEC (Silá Technologies), een computerbedrijf dat hij in 1987 oprichtte en samen met zijn broer leidde. Hij is ook medeoprichter en voorzitter van Eguitel Communications, de enige particuliere internetprovider in Guinee-Bissau. Onder leiding van Silá heeft Eguitel een belangrijke rol gespeeld bij de ontwikkeling en verspreiding van informatie en communicatie in Guinee-Bissau. Het bedrijf ontplooide verschillende initiatieven om deze technologieën in het hele land toegankelijk en betaalbaar te maken.
Silá is ook auteur. Hij heeft vier romans geschreven:
- Eterna Paixão (Eeuwige hartstocht), 1994. Dit is de eerste roman die ooit in Guinee-Bissau werd geschreven en gepubliceerd. In de roman geeft hij kritiek op het politieke regime in het land sinds de onafhankelijkheid van Portugal.
- A Última Tragédia (De uiterste tragedie), 1995
- Mistida (De wil), 1997
- Memórias SOMânticas, (SOMantische herinneringen), 2016.

Hij schreef ook toneelstukken:
- As Orações de Mansata (De gebeden van Mansata), 2007. Het toneelstuk beschrijft de strijd om de macht in een klein fictief koninkrijk en is gebaseerd op het werk Macbeth van William Shakespeare.
- Dois Tiros e Uma Gargalhada (Twee schoten en een lach), 2013
- Kangalutas, 2018

Zijn werken worden uitgegeven door Kusimon Editora, Bissau, Guinee-Bissau.

## Privéleven
Silá is getrouwd en heeft drie kinderen. Hij woont in Bissau.